# Кубок Центральної Європи з футболу 1927—1930
Перший розіграш Кубка Центральної Європи з футболу тривав з 18 вересня 1927 року по 11 травня 1930 року. Участь у турнірі брали 5 команд. Змагання відбувалося у вигляді групового турніру, в рамках якого кожна пара команд-учасниць грала між собою по дві гри, одній вдома і одній у гостях. Володарем Кубка стала збірна Італії.

## Історія
В першому розіграші кубка Швегли взяли участь 5 збірних, 4 з яких представляли еліту тогочасної футбольної еліти Європи (Чехословаччина, Угорщина, Австрія та Італія), а також збірна Швейцарія. Збірні повинні були зіграти по 2 матчі між собою. Переможцем ставала команда, яка набере найбільшу кількість очок.
Перед початком турніру головними фаворитами вважалися збірні Чехословаччини та Австрії, футбольні клуби яких взяли участь в першому розіграші Кубка Мітропи (Чемпіонату Центральної Європи серед клубів).
Розпочався розіграш 18 вересня 1927 року в Празі між збірними Чехословаччини та Австрії на Страговському стадіоні, де в присутності 25 000 уболівальників господарі здобули перемогу з рахунком 2:0 завдяки голам Карела Подразіла (10-а хв) та Йозефа Кратохвіла (55-а хв). Вже через тиждень збірна Австрії в Будапешті зустрілася зі збірною Угорщини. Усі футболісти цієї національної збірної представляли столичні клуби і саме вони повели в рахунку. На одинадцятій хвилині забив Фердинанд Весели, а вже через 2 хвилини Ігнас Зайгль відзначився вдруге. Проте вдалася взнаки втома та переїзди, адже перші два матчі підопічні Уго Майзля (Австрія) грали на виїзді і ще до перерви господарі зрівняли рахунок. В другому таймі угорці забили ще 3 м'ячі , дозволивши лише в кінці гри відквитати один гол гостям. Матч закінчився з рахунком 5-3 на користь угорської команди.
Отож, незважаючи на статус фаворита, після двох турів збірна Австрії впевнено займала останнє місце в групі.
Майже через місяць, 23 жовтня 1927 року, в бій вступила збірна Італії, яку на той час очолював Аугусто Рангоне. В Празі, на стадіоні «Летна», їм вдалося вирвати нічию в матчі з Чехословаччиною. В господарів дублем відзначився Франтішек Свобода, за італійців в свою чергу, дубль оформив Хуліо Лібонатті.
6 листопада 1927 року італійці в статусі господарів та фаворитів приймали збірну Австрії. Матч відбувся в Болоньї на стадіоні «Літоріале». До цього поєдинку збірна Італії сім разів грала з австрійцями, але здобути хоча б одну перемогу їй так і не вдалося. Три поєдинки звели внічию, а ще чотири рази зазнали поразки. Не став виключенням і цей матч. Збірна Австрії здобула перемогу завдяки голу Франца Рунге, який відзначився в кінці першого тайму.
Наступним суперником підопічних Ауґусто Ранґоне стала збірна Швейцарії, на той час відвертий аутсайдер на футбольній, з якою вони зустрілися 1 січня 1928 року в Генуї на «Стадіо Комунале». Двічі італійці виходили вперед, завдяки голам Хуліо Лібонатті і двічі швейцарці зусиллями Макса Абегглена відігрувалися. На 68-ій хвилині Маріо Маньйоцці забив третій і переможний гол господарів. Збірній Італії вдалося здобути першу перемогу на турнірі.
25 березня 1928 року їй вдалося перемогти вдруге, цього разу над збірною Угорщини. Матч проходив у Римі на стадіоні Національної фашистської партії

## Результати матчів
| Господарі      | Результат | Гості          | Місце і день гри           |
| -------------- | --------- | -------------- | -------------------------- |
| Чехословаччина | 2 - 0     | Австрія        | Прага, 18 вересня 1927     |
| Угорщина       | 5 - 3     | Австрія        | Будапешт, 25 вересня 1927  |
| Чехословаччина | 2 - 2     | Італія         | Прага, 23 жовтня 1927      |
| Італія         | 0 - 1     | Австрія        | Болонья, 6 листопада 1927  |
| Італія         | 3 - 2     | Швейцарія      | Генуя, 1 січня 1928        |
| Італія         | 4 - 3     | Угорщина       | Рим, 25 березня 1928       |
| Австрія        | 0 - 1     | Чехословаччина | Відень, 1 квітня 1928      |
| Угорщина       | 2 - 0     | Чехословаччина | Будапешт, 22 квітня 1928   |
| Австрія        | 5 - 1     | Угорщина       | Відень, 7 жовтня 1928      |
| Швейцарія      | 2 - 3     | Італія         | Цюрих, 14 жовтня 1928      |
| Австрія        | 2 - 0     | Швейцарія      | Відень, 28 жовтня 1928     |
| Угорщина       | 3 - 1     | Швейцарія      | Будапешт, 1 листопада 1928 |
| Італія         | 4 - 2     | Чехословаччина | Болонья, 3 березня 1929    |
| Австрія        | 3 - 0     | Італія         | Відень, 7 квітня 1929      |
| Швейцарія      | 4 - 5     | Угорщина       | Берн, 14 квітня 1929       |
| Швейцарія      | 1 - 4     | Чехословаччина | Лозанна, 5 травня 1929     |
| Чехословаччина | 1 - 1     | Угорщина       | Прага, 8 вересня 1929      |
| Чехословаччина | 5 - 0     | Швейцарія      | Прага, 6 жовтня 1929       |
| Швейцарія      | 4 - 5     | Австрія        | Берн, 27 жовтня 1929       |
| Угорщина       | 0 - 5     | Італія         | Будапешт, 11 травня 1930   |

## Підсумкова таблиця
|  | Команда        | І | О  | В | Н | П | М+ | М- | РМ  |
|  | -------------- | - | -- | - | - | - | -- | -- | --- |
|  | Італія         | 8 | 11 | 5 | 1 | 2 | 21 | 15 | +6  |
|  | Австрія        | 8 | 10 | 5 | 0 | 3 | 17 | 10 | +7  |
|  | Чехословаччина | 8 | 10 | 4 | 2 | 2 | 17 | 10 | +7  |
|  | Угорщина       | 8 | 9  | 4 | 1 | 3 | 20 | 23 | -3  |
|  | Швейцарія      | 8 | 0  | 0 | 0 | 8 | 11 | 28 | -17 |
|  |                |   |    |   |   |   |    |    |     |
|  |                |   |    |   |   |   |    |    |     |

## Бомбардири
| Гравець           | Команда        | Голи |
| ----------------- | -------------- | ---- |
| Хуліо Лібонатті   | Італія         | 6    |
| Джино Россетті    | Італія         | 6    |
| Ференц Хірзер     | Угорщина       | 5    |
| Макс Абегглен     | Швейцарія      | 4    |
| Вільмош Кохут     | Угорщина       | 4    |
| Йозеф Сильний     | Чехословаччина | 4    |
| Франтішек Свобода | Чехословаччина | 4    |
| Йожеф Такач       | Угорщина       | 4    |

По 3 голи забили: Джузеппе Меацца (Італія), Йоганн Хорват, Фердінанд Весели, Ігнац Зігль (Австрія), Антонін Пуч (Чехословаччина), Андре Абегглен (Швейцарія).
По 2 голи забили: Маріо Маньйоцці, Леопольдо Конті (Італія), Альберт Штрьок (Угорщина), Франц Веселик, Йоганн Тандлер (Австрія), Карел Подразіл, Йозеф Кратохвіл (Чехословаччина).
По 1 голу забили: Адольфо Балонч'єрі, Раффаеле Константіно (Італія), Йожеф Хольцбауер, Йожеф Турай, Геза Тольді, Єньо Кальмар (Угорщина), Франц Рунге, Фрідріх Гшвайдль, Антон Шалль, Карл Штойбер (Австрія), Антонін Гоєр, Франтішек Юнек (Чехословаччина), Рене Грімм, Раймон Пасселло, Вальтер Вайлер, Макс Вайлер (Швейцарія).

## Склад переможців
| 1. Італія |
| Воротарі: Джованні Де Пра (4 матчі, 7 пропущених голів), Джанп'єро Комбі (4, 8п). Захисники: Умберто Калігаріс (7), Вірджиніо Розетта (5), Маріо Дзанелло (2), Луїджі Аллеманді (1), Еральдо Мондзельйо (1). Півзахисники: Сільвіо П'єтробоні (5), Фульвіо Бернардіні (3), П'єтро Дженовезі (3), Альфредо Пітто (5), Аттіліо Ферраріс (3), Енріко Коломбарі (2), Антоніо Янні (3). Нападники: Федеріко Мунераті (2), Адольфо Балонч'єрі (5, 1 гол), Хуліо Лібонатті (7, 6), Луїджі Чевеніні (2), Вірджиліо Левратто (5), Енріко Ріволта (1), Анджело Ск'явіо (3), Маріо Маньйоцці (2, 2), Леопольдо Конті (4, 2), Джино Роззетті (4, 6), Анджело Піккалуга (2), Раффаеле Константіно (1, 1), Джузеппе Меацца (1, 3), Раймундо Орсі (1). Тренери: Аугусто Рангоне (4), Карло Каркано (3), Вітторіо Поццо (1). |